# Felix Tretter
Felix Tretter (* 1949 in Villach) ist ein österreichischer Psychologe und Psychiater; er war von 1992 bis 2014 Ärztlicher Leiter der Suchtabteilung am Isar-Amper-Klinikum München-Ost. Seine wissenschaftliche Arbeit hat einen Schwerpunkt in der mathematischen und simulativen Modellierung psychophysischer Szenarien in der Schizophrenie- und Suchtforschung mit Methoden der Systemwissenschaft.

## Werdegang
Nach der Matura am Stiftsgymnasium St. Paul in Sankt Paul im Lavanttal studierte Tretter ab 1969 Psychologie, Soziologie und Medizin an der Universität Wien mit dem Ausbildungsziel eines "Praktischen Anthropologen". Das Psychologiestudium schloss er 1974 in Wien mit einer Dissertation („Die kortikalen Detektoren des visuellen Systems“) zur Gehirnforschung als Dr. phil. ab. Von 1972 bis 1979 arbeitete er zu diesem Thema am Max-Planck-Institut für Psychiatrie in München unter Wolf Singer. Mit einer soziologischen Arbeit über das Gesundheitswesen („Möglichkeiten e. qualitativen Systemtechnik u. med. Sozialökologie dargest. an d. Modedrogenproblematik“) promovierte er 1978 an der Ludwig-Maximilians-Universität München zum Dr. rer. pol.
Ab 1981 arbeitete er auf einer Station für Drogenabhängige in Parsberg, bevor er nach Haar an das damalige Bezirkskrankenhaus, das heutige Isar-Amper-Klinikum München-Ost wechselte. Nach seiner Promotion zum deutschen Dr. med. - in Österreich war zu diesem Zeitpunkt der Doktor der Medizin ohne Wissenschaftliches Elaborat möglich - für eine an der Ludwig-Maximilians-Universität München 1992 („Multivariate Analyse eines Beurteilungsbogens zur Psychopathometrie des Delirium Tremens“) eingereichte Arbeit, wurde er im selben Jahr Chefarzt der dortigen Suchtabteilung („Kompetenzzentrum Sucht“).
1999 habilitierte sich Tretter für Klinische Psychologie; er war außerplanmäßiger Professor am Department für Psychologie der Ludwig-Maximilians-Universität München. Im Herbst 2014 trat Tretter als Chefarzt in Haar in den Ruhestand. Danach wurden die Suchtstationen aus dem gemeinsamen organisatorischen Verbund der Suchtabteilung genommen und andernorts angegliedert. 
Tretter widmete sich in Publikationen, Vorträgen und Seminaren weiter seinen Arbeitsfeldern.
Von 2015 bis 2018 war Felix Tretter Fellow und ist nach wie vor Vizepräsident am Bertalanffy Center for the Study of Systems Science (BCSSS), einem „Verein zur Förderung der Systemwissenschaften“ in Wien. Ferner ist Tretter „Präsident der Deutschen Gesellschaft für Humanökologie“, Lektor an der Sigmund Freud Privatuniversität Wien für Psychotherapiewissenschaft und Ehrenvorsitzender der Bayerische Akademie für Sucht- und Gesundheitsfragen.
Zur laufenden COVID-19-Pandemie hat Tretter als Vizepräsident seinen Blickwinkel der Systemtheorie veröffentlicht.

## Besondere Interessen
Tretter ist interessiert an einer systemwissenschaftlichen Modellierung der Schizophrenie und der mathematischen Darstellung der Wechselwirkung der Neurotransmitter und organisierte zu diesem Ziel Arbeitstreffen mit Wissenschaftlern unterschiedlicher Disziplinen.

## Schriften (Auswahl)

### Ausgewählte Bücher
- Wissensgesellschaft im Krisenstress. Corona & Co. Pabst, Parados, Lengerich 2022, ISBN 978-3-95853-769-9.
- Systemtheorie im klinischen Kontext. Pabst, Lengerich 2005, ISBN 3-89967-182-1.
- Ökologie der Person. Pabst, Lengerich 2008, ISBN 978-3-89967-432-3.
- als Hrsg.: Suchtmedizin kompakt. Schattauer, Stuttgart 2008, ISBN 978-3-7945-3162-2.

### Ausgewählte Zeitschriftenartikel
- F. Tretter, J. Scherer: Schizophrenia, neurobiology and the methodology of systemic modeling. In: Pharmacopsychiatry. 39 Suppl 1, Feb 2006, S. S26–S35. PMID 16508893
- F. Tretter, H. Löffler-Stastka: Steps Toward an Integrative Clinical Systems Psychology. In: Front Psychol. 9, 19. Sep 2018, S. 1616. doi:10.3389/fpsyg.2018.01616. PMID 30283371.
- Z. Qi, F. Tretter, E. O. Voit: A heuristic model of alcohol dependence. In: PLoS One. 9(3), 21. Mar 2014, S. e92221. doi:10.1371/journal.pone.0092221. PMID 24658530.